# دانشگاه ایلینوی غربی
دانشگاه ایلینوی غربی (به انگلیسی: Western Illinois University) تأسیس ۱۸۹۹ از دانشگاه‌های ایالت ایلینوی و در شهر ماکومب واقع شده‌است.

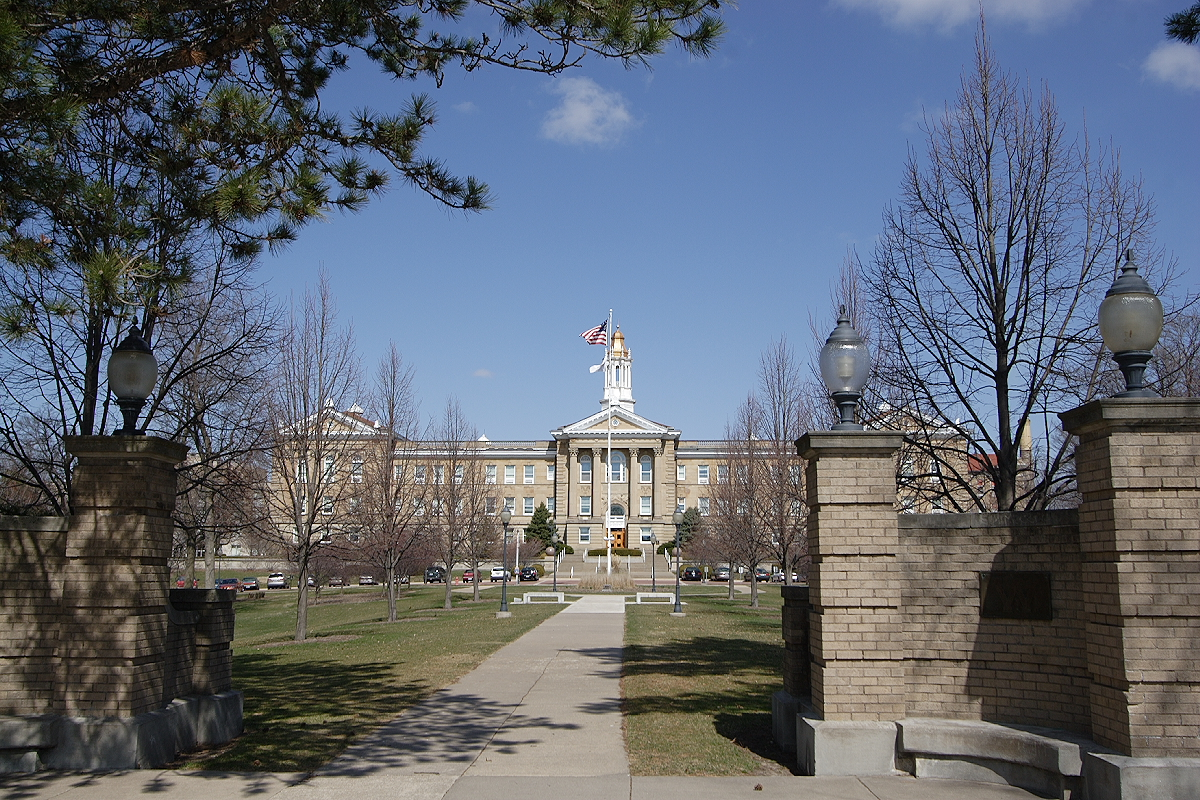
تصویری از پردیس دانشگاه ایلینوی غربی